# Винокур, Татьяна Григорьевна
Татья́на Григо́рьевна Виноку́р (10 июля 1924, Москва — 22 мая 1992, там же) — советский и российский лингвист, доктор филологических наук (1980), сотрудник Института русского языка АН СССР, специалист в области стилистики художественной речи, лингвостилистики, современной разговорной речи и истории русского языка.

## Биография
Родилась в семье известного советского лингвиста и литературоведа Григория Осиповича Винокура (1896—1947), одного из основателей Московской лингвистической школы. В годы Великой Отечественной войны вместе с семьёй находилась в эвакуации в Чистополе, который приютил многих литературных деятелей СССР. По воспоминаниям её подруги и одноклассницы Неи Зоркой, Татьяна Винокур сбежала из Чистополя в Москву, нанявшись судомойкой на пароход.
В 1942—1943 годах училась на теоретическом отделении Московской государственной консерватории П. И. Чайковского. В 1948 году окончила филологический факультет МГУ.
В 1953 году защитила кандидатскую диссертацию «О некоторых синтаксических особенностях диалогической речи в современном русском языке». С 1960 года — сотрудник Института русского языка АН СССР. Доктор филологических наук (1980, диссертация «Закономерности стилистического использования языковых единиц»).
В начале 1960-х годов переписывалась с К. И. Чуковским. Из его писем следует, что он рецензировал книгу Татьяны Георгиевны «Древнерусский язык»:

Книга очень изящная, чувствуется, что где-то за кулисами Вы проделали большую работу и могли бы каждую главу сделать в десять раз длиннее. Именно пропорциональность всех частей больше всего импонирует мне: нужны огромные запасы исподволь накопленных знаний, чтобы так умело распорядиться своим материалом — сказать главное и не сказать ничего лишнего. Книжка Ваша многому научила меня. Я не знал, что капуста происходит от capitum, что верблюд от готского ulblandis, что первичное значение ноги — копыто.
— К. Чуковский
Позднее Т. Г. Винокур состояла в переписке с А. И. Солженициным, творчеству которого она посвятила свою книгу. Три неопубликованных письма представляют собой библиографическую ценность и продаются на аукционах.
В начале 1990-х годов Т. Г. Винокур стала одним из авторов цикла передач «Беседы о русском языке» на «Радио России». Темой передач были речевое поведение, культура речи и нормы общения, принятые в обществе, а также особенности русского этикета.
Татьяна Винокур сформулировала так называемые «десять заповедей культуры речевого поведения»:

1. Избегай многословия, старайся это делать во всех случаях жизни.
2. Всегда знай, зачем ты вступил в разговор, какова цель твоей речи.
3. Говори не только кратко, но говори просто, понятно и по возможности точно.
4. Избегай речевого однообразия; выбирая речевые средства, сообразуйся с ситуацией речи. Помни, что положение обязывает, что в разной ситуации тебя слушают разные люди и что в разной обстановке нужно себя вести по-разному и говорить по-разному.
5. Умей находить общий язык с любым собеседником.
6. Помни, что вежливость и благожелательность — основа культуры речевого поведения.
7. Владей культурой языка. Это основа культуры речевого поведения.
8. Владей нормами вежливого общения.
9. Умей не только говорить, но и слушать.
10. Отстаивай право нарушить любую из заповедей, если это нарушение поможет тебе добиться особой выразительности речи, поможет наилучшим образом выполнить задачу, ради которой ты вступил в разговор.

— Татьяна Винокур
Необычной манере рассказа и особенностям голоса Винокур посвящено несколько статей. По словам профессора филологического факультета РГПУ им. А. И. Герцена С. Г. Ильенко, Винокур: «обладала ни с чем не сравнимым обаянием коренной москвички из семьи с большой университетской историей».
22 мая 1992 года Татьяна Григорьевна погибла в центре Москвы под колёсами автомобиля. Похоронена на Введенском кладбище (23 уч.).

## Память
Её памяти было посвящено 2-е издание «Справочника по правописанию и литературной правке» Д. Э. Розенталя.
В 2005 году в библиотеке РГГУ прошла выставка «Дарственные надписи на книгах из собрания Г. О. Винокура и Т. Г. Винокур», на которой были представлены книги из личного собрания знаменитых филологов. По мнению устроителей выставки дарственные надписи позволяют увидеть живую историю филологической мысли XX века.